# Partido del Pueblo por la Democracia y el Desarrollo
El Partido del Pueblo por la Democracia y el Desarrollo (en inglés: People's Party for Democracy and Development), abreviado como Partido del Pueblo o PdP, es un partido político barbadense establecido el 1 de junio de 2019 y encabezado por Joseph Atherley. En la actualidad ejerce como principal partido de la oposición en ambas cámaras del Parlamento de Barbados con un escaño en la Cámara de la Asamblea (ocupado por el propio Atherley) y dos en el Senado.
La formación surgió poco después de las elecciones generales de 2018, en las cuales el Partido Laborista de Barbados (BLP) derrotó por abrumador margen al gobernante Partido Democrático Laborista (DLP) y obtuvo los 30 escaños en la Cámara de la Asamblea, la primera instancia en la historia electoral barbadense en la que un solo partido obtuvo la totalidad de los escaños, dejando vacante los cargos de líder de la oposición y las dos bancas correspondientes al segundo partido más grande en el Senado. El 31 de mayo de 2018, Joseph Atherley, que ejercía miembro de la Cámara por St. Michael West, anunció que abandonaría el partido para convertirse en Líder de la Oposición, lo que lo habilitó a aconsejar el nombramiento de los dos Senadores de la minoría. En junio de 2019, Atherley anunció la fundación del PdP bajo el lema «God, Growth, and Geratness» (Dios, Crecimiento y Grandeza), anunciándolo como una formación «socialista y cristiana», y reveló que las primeras conversaciones para proceder a su fundación iniciaron en noviembre de 2018.
En la actualidad, Atherley es el único miembro de la Cámara de la Asamblea por el partido, lo que lo convierte automáticamente en líder de la Oposición. Crystal Drakes y Caswell Franklyn ejercen como miembros del Senado por el partido.

## Resultados electorales
| Año  | Coalición               | Candidatos | Líder           | Votos | %               | Escaños | Senadores | Resultado          |
| ---- | ----------------------- | ---------- | --------------- | ----- | --------------- | ------- | --------- | ------------------ |
| 2022 | Alianza por el Progreso | 30         | Joseph Atherley | 3.205 | \| \| 2.81 % \| | 0/30    | 2/21      | Extraparlamentario |
|      | 2.81 %                  |            |                 |       |                 |         |           |                    |